# Mozambiki köpködőkobra
A mozambiki köpködőkobra (Naja mossambica) a mérgessiklófélék családjába tartozó, Délkelet-Afrikában honos kobrafaj.

## Megjelenése
A mozambiki köpködőkobra átlagos vagy annál kisebb méretű kobrafaj, hossza többnyire 90–105 cm között van, a legnagyobb példány (melyet a dél-afrikai Durbanban fogtak) egy 154 cm-es hím volt. Színe palaszürke, világos- vagy sötétebb barna vagy olívaszínű lehet, pikkelyei egy része fekete peremű. Hasa lazacszínű vagy lilássárga, melyet barna vagy fekete foltok tarkítanak. Toroktájékát - ez különösen akkor látványos ha széttárja csuklyáját - szabálytalan elhelyezkedésű sötét keresztsávok díszítik.
Méregfogai fix helyzetűek, a méregcsatorna nem a fog legvégén, hanem kicsit feljebb, elöl nyílik; így a kígyó képes a méreg előrefelé történő kilövellésére (köpésére).

## Elterjedése és életmódja

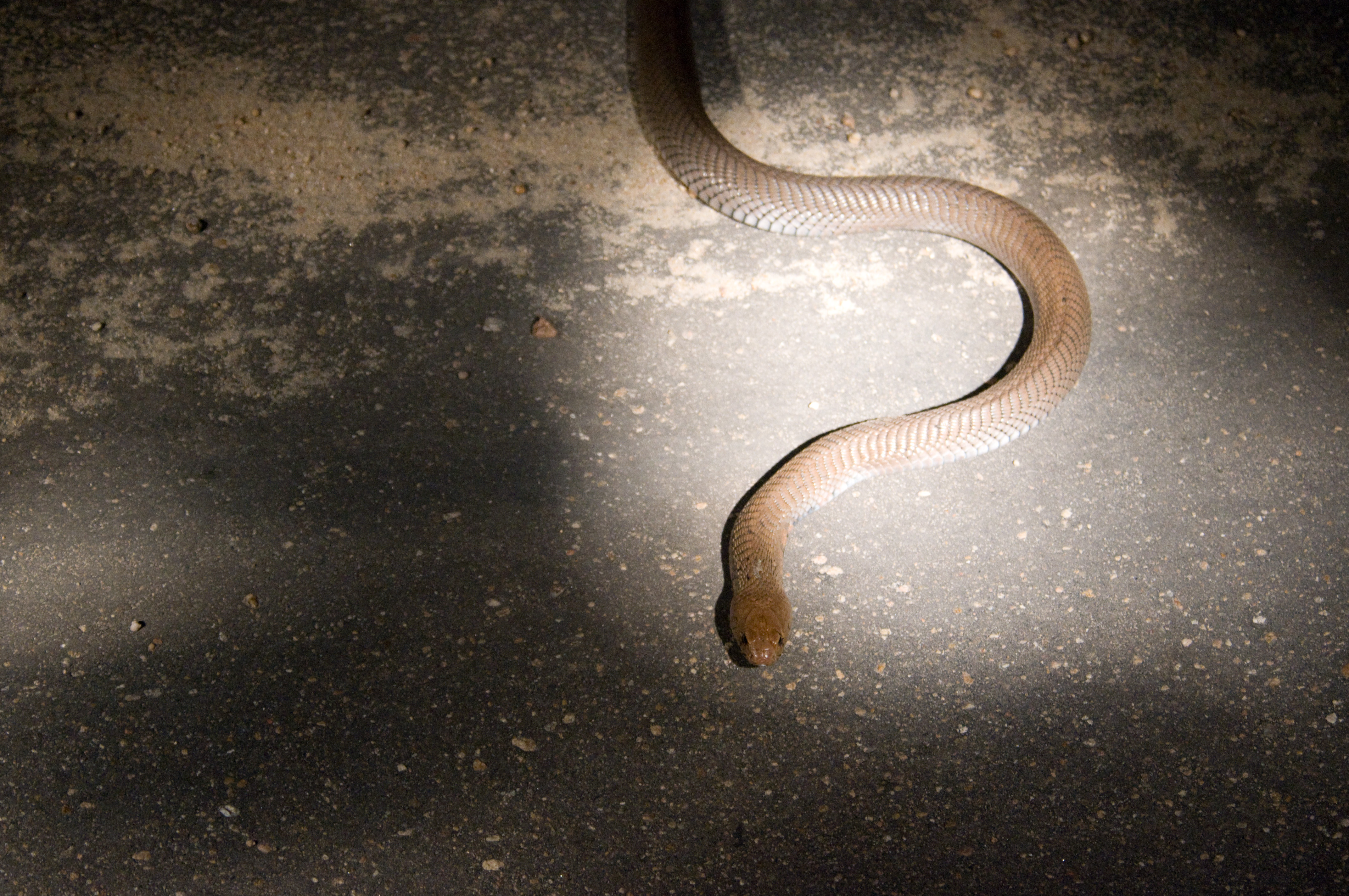

Afrika délkeleti részén fordul elő, Dél-Afrika KwaZulu-Natal, Limpopo, Mpumalanga és Északnyugati tartományaiban, Mozambikban, Délkelet-Tanzániában, Botswanában, Zimbabwében és Kelet-Namíbiában. A nyílt, köves-sziklás szavannákat vagy alföldi bozótosokat, ligeterdőket kedveli. Főleg tavak, folyók környékén fordul elő és ha megzavarják sokszor a vízben keres menedéket.
Napközben is járhat tápláléka után, de elsősorban este aktív. Békákkal, rágcsálókkal, madarakkal (beleértve a baromfit is), tojásokkal vagy kisebb kígyókkal táplálkozik. Pihenéskor odvas fatörzsekben vagy termeszvárakban húzza meg magát. Gyakran megtalálható települések közelében is, előfordul, hogy a forróság miatt nyitva hagyott ajtajú házakba, kunyhókba bemegy és megmarja az ott alvó lakókat.
Ha sarokba szorítják vagy meglepik, a mozambiki köpködőkobra felágaskodik - akár testhossza kétharmadát is felemeli -, szétfeszíti keskeny csuklyáját és háborgatója felé köpi mérgét, amellyel akár 2-3 méteres távolságból is képes eltalálni támadója arcát. Előfordul, hogy az ágaskodó, fenyegető pozitúra nélkül, a földön fekve is köpi a mérgét. Ha a támadó közel van vagy szűk helyen találkoznak, a kobra marással védekezik. Végszükség esetén döglöttnek tetteti magát.
Tojásokkal szaporodik, a nőstény egyszerre 10-22 tojást rak le. A kikelő kobrák 23–25 cm hosszúak.
Élettartama fogságban eléri a 20 évet.

## Mérge
A mozambiki köpködőkobra mérge elsősorban citotoxinokat tartalmaz, amelyek a marás helyén szövetelhalást okoznak. Időben - 5 órán belül - beadott szérummal a nekrózis mérsékelhető, de a kezeletlen marás helyén akár a csontig lepusztulhat a kötő- és izomszövet és a teljes gyógyuláshoz bőrátültetésre is szükség lehet. A méregnek neurotoxikus komponensei is vannak, amelyek emberben többnyire csak szédülést eredményeznek, de a kisemlősök gyorsan megbénulnak tőle. A kobra egy marással 80-200 (átlagosan 140) mg mérget juttat áldozatába. A szembe köpött méreg égő fájdalmat okoz és ideiglenes vagy akár végleges vaksághoz vezethet. 

## Fordítás
- Ez a szócikk részben vagy egészben  a   Mozambique spitting cobra című angol Wikipédia-szócikk ezen változatának fordításán alapul.  Az eredeti cikk szerkesztőit annak laptörténete sorolja fel. Ez a jelzés csupán a megfogalmazás eredetét és a szerzői jogokat jelzi, nem szolgál a cikkben szereplő információk forrásmegjelöléseként.